# Pauktaw
Pauktaw (tiếng Miến Điện: ပေါက်တောမြို့) là thị trấn chính của huyện Pauktaw, quận Sittwe, bang Rakhine, Myanmar (Miến Điện).
Vào ngày 16 tháng 11 năm 2023, thị trấn đã rơi vào tay Quân đội Arakan (AA) trong bối cảnh cuộc nội chiến đang diễn ra, sau khi lệnh ngừng bắn giữa AA và quân đội Tatmadaw bị phá vỡ. Sau những cuộc oanh tạc dữ dội từ trên không và biển, quân đội đã tái chiếm thị trấn chỉ một ngày sau đó. Tuy nhiên, vào ngày 24 tháng 1 năm 2024, AA đã quay lại và tiếp tục chiếm đóng thị trấn.